# ۴۷۹ (قمری)
۴۷۹ (قمری)، چهارصد و هفتاد و نهمین سال در گاهشماری هجری قمری است. اول محرم این سال برابر با بیست و چهارم آوریل سال ۱۰۸۶ میلادی است.

## وابسته
- مزیدیان